# Oncholaimidae
Oncholaimidae är en familj av rundmaskar. Oncholaimidae ingår i ordningen Enoplida, klassen Adenophorea, fylumet rundmaskar och riket djur. Enligt Catalogue of Life omfattar familjen Oncholaimidae 189 arter. 

## Dottertaxa till Oncholaimidae, i alfabetisk ordning[1][2]
- Adoncholaimus
- Anoncholaimus
- Asymmetrella
- Bradybucca
- Cacolaimus
- Convexolaimus
- Curvolaimus
- Dioncholaimus
- Filoncholaimus
- Fimbrilla
- Krampia
- Kreisoncholaimus
- Meroviscosia
- Metaparoncholaimus
- Metoncholaimoides
- Metoncholaimus
- Meyersia
- Mononcholaimus
- Octonchus
- Oncholaimelloides
- Oncholaimellus
- Oncholaimoides
- Oncholaimus
- Paradoncholaimus
- Pelagonema
- Phaeonocholaimus
- Pontonema
- Prooncholaimus
- Pseudopelagonema
- Vasculonema
- Wiesoncholaimus
- Viscosia